# Mountain Mile

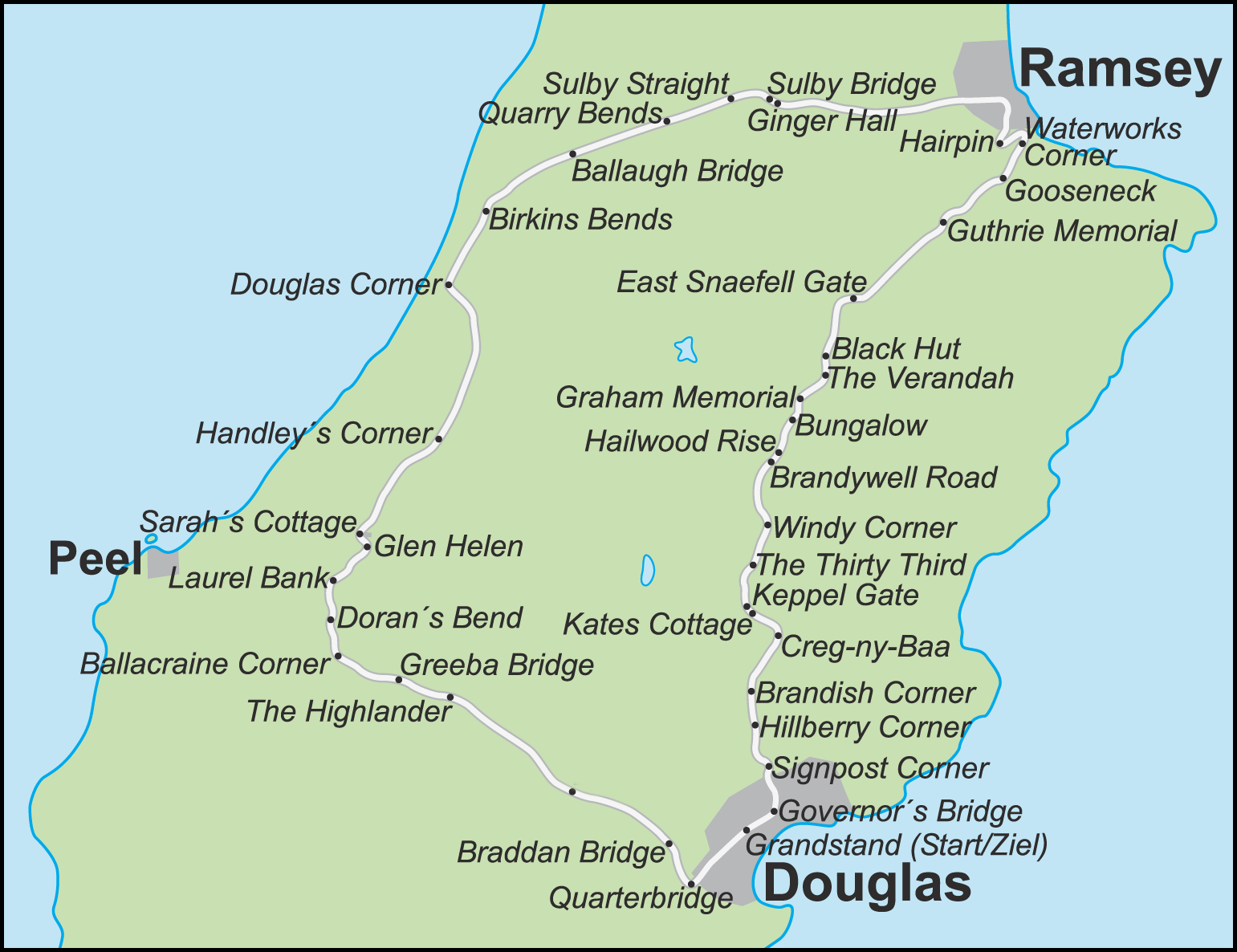
De Mountain Box is op dit kaartje aangeduid als "East Snaefell Gate". De Mountain Mile ligt tussen Guthrie's Memorial en East Snaefell Gate

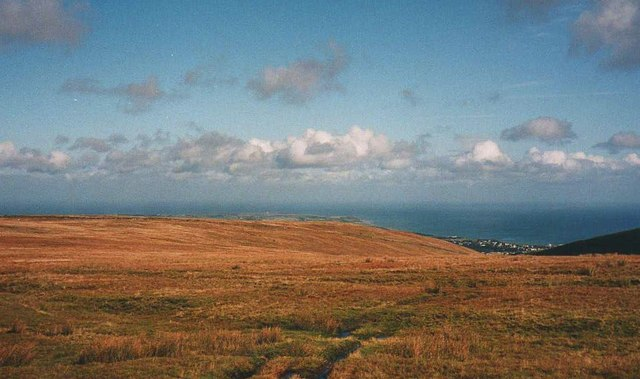
Kijkend vanaf het "East Mountain Gate" in noordelijke richting, waar de stad Ramsey en Ramsey Bay nog net te zien zijn.

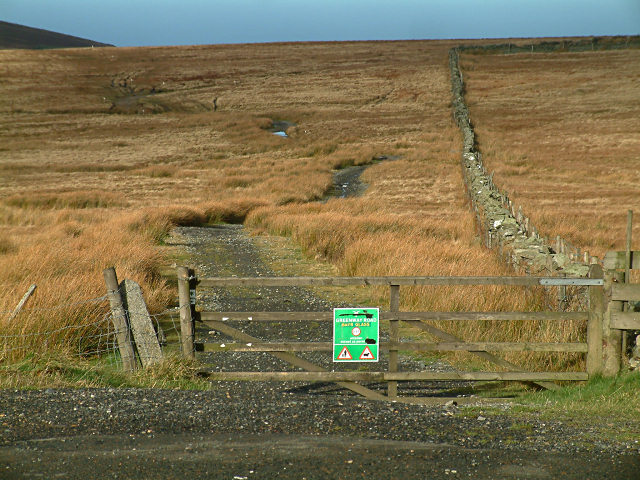
East (Snaefell) Mountain Gate

De Mountain Mile is een ongeveer 2,1 km lang deel van de Snaefell Mountain Course op het eiland Man. Het ligt globaal tussen de 27e en de 29e mijlpaal op de A18 Mountain Road tussen Ramsey en Douglas in de parochie Lezayre.
De A18 werd halverwege de 19e eeuw aangelegd. Daarvoor moesten een aantal schaapspoorten worden gebouwd, zoals het "East Mountain Gate", het "Beinn-y-Phott Gate" en "Keppel Gate". Het gedeelte tussen Keppel Gate en Park Lewellyn (North Barrule) is een product van de Disaforesting Commission van 1860. Voor de Isle of Man TT van 1934 werden er veranderingen aangebracht, waaronder het verwijderen van het "East Snaefell sheep-gate".
De Snaefell Mountain Course wordt gebruikt voor de Isle of Man TT en de Manx Grand Prix. De Mountain Mile maakte ook deel uit van de Highroads Course en de Four Inch Course, die gebruikt werden voor de Gordon Bennett Trial en de RAC Tourist Trophy van 1904 tot 1922.
De Mountain Mile begint ongeveer bij Guthrie's Memorial en omvat het voormalige "East Snaefell sheep-gate" en de tegenwoordige markante punten Mountain Box en East (Snaefell) Mountain Gate.

## Circuitverloop

### 27e mijlpaal
Als de coureurs de rechter bocht bij Guthrie's Memorial verlaten volgt een snelle linker bocht die geen naam heeft. Deze bocht is altijd vrijwel volgas geweest voor de coureurs. Hierna volgt een kort recht stuk waar de 27e mijlpaal van de Mountain Course staat. Hier werkte May Kneale al in de late jaren twintig, mogelijk als marshal (dan zou ze de eerste vrouwelijke marshal zijn geweest), maar omdat ze verpleegster was stond ze hier misschien ook wel om eerste hulp te verlenen als het nodig was. Het moet in elk geval een kille, eenzame werkplek zijn geweest, minstens vijf kilometer van de bewoonde wereld, en het was dan ook moeilijk om marshals te vinden die bereid waren op de Mountain Section te werken. Weinig mensen hadden een eigen vervoermiddel in die tijd en men moest er al vanaf 's ochtends half vijf gaan staan.

### Milligan's Bridge
De volgende bocht naar rechts wordt soms wel Milligan's Bridge genoemd. Hij gaat zelfs over twee stenen bruggetjes, die alleen zijn aangelegd om het dooi- en regenwater van de North Barrule onder de A18 door te geleiden. Ook dit is een snelle bocht, bijna volgas. Mick Grant vond het een van de belangrijkste bochten van het circuit, omdat de snelheid hier bepalend is voor de volgende kilometers. De weg stijgt hier nog steeds en op de komende kilometers wordt alleen nog maar gas gegeven.

### Mountain Mile en 28e mijlpaal
De Mountain Mile heeft eigenlijk geen markante punten. Het is een volgas gedeelte van het circuit, waardoor er weleens rijders stilvallen doordat ze hun machines overbelasten. Daarom zijn er al vanaf Guthrie's Memorial hier en daar kleine steigers gebouwd zodat marshals wat hoger staan om te kunnen overzien of er iets gebeurt. Het is het enige gedeelte van de Mountain Course waarvan coureurs weleens zeggen dat ze even op adem kunnen komen. Tegenwoordig kunnen ze dan ook wegduiken achter hun stroomlijnkuip, maar tot de jaren vijftig waren ze overgeleverd aan de harde wind die tussen de North Barrule en de Beinn-y-Phott door waait. Harold Daniell kon er in de jaren dertig al 135 km/h halen, maar hij kon niet opschakelen naar de hoogste versnelling door de tegenwind. De berg met zijn stijging en tegenwind haalt de gemiddelde snelheid van de coureurs, die tot aan Ramsey op 225 km/h ligt, naar beneden tot ca. 209 km/h. Zijspancoureur Dave Molyneux stelde zijn motor altijd af op 15.000 tpm, die hij ook haalde op Sulby Straight, maar op de Mountain Mile kwam de motor niet verder dan 13.000 tpm. De Mountain Mile maakt nog een flauwe bocht naar rechts richting de Mountain Box. Kort vóór die bocht staat de 28e mijlpaal van de Mountain Course.

### Three-Quarter distance marker, Mountain Box en East Mountain Gate
Vlak voor het bereiken van de volgende bocht passeren de coureurs de Three-Quarter distance marker, 28,3 mijl of 45,6 kilometer na de start. In die volgende bocht stond al in de beginjaren een telefooncel, waardoor dit punt de naam Mountain Box kreeg, maar soms refereerde men er ook aan de schaapspoort die toen nog dwars over de A18 stond, de East Mountain Gate of East Snaefell Gate. Het hek staat nu in een zijpad (Greenway Raod), dat voetgangers de gelegenheid biedt naar het stuwmeer Sulby Reservoir of de berg Snaefell te wandelen en de telefooncel is vervangen door een stenen marshal shelter. In de jaren dertig reden de coureurs hier nog ongeveer 110 km/h in de derde versnelling. Met de moderne, veel sterkere motoren rijden veel coureurs al in de vierde versnelling en de snelsten schakelen zelfs nog op. Na de bocht bij het hek volgen er nog twee en veelvoudig winnaar John McGuinness zegt dat hij "through time and experience" heeft geleerd ze als één bocht te nemen.

## Gebeurtenissen op de Mountain Mile
| - Vooral de dood van John "Jack" Cooke in 1927 was een voorbeeld van de slechte bereikbaarheid van de hele Mountain Section. Hij viel om half elf 's ochtends, maar lag bewusteloos op de weg, niet opgemerkt door de marshals. Een andere rijder, Leonard Higson, stopte en trok hem naar de berm. Daarna reed hij door tot hij enkele toeschouwers kon vertellen over het ongeluk en reed toen door naar de Bungalow waar de eerste marshals stonden. Van daaruit ging een groep toeschouwers, waaronder twee artsen en een verpleegster, met een draagbaar en verbandmiddelen onderweg naar Cooke. Ze moeten ten minste drie kilometer hebben gelopen om Cooke te bereiken. Het toegestroomde publiek werd intussen kwaad omdat er maar geen medische hulp kwam. Bij het Creg-ny-Baa Hotel had dr. Rentoul dienst. Hij werd telefonisch op de hoogte gebracht en ging per auto via binnenwegen naar de Bungalow en vandaar uit te voet verder. Onderweg kwam hij de groep verplegers met Cooke op de draagbaar tegen. Cooke werd vanaf de Bungalow met de Snaefell Mountain Railway naar Laxey gebracht en van daaruit met een ambulance naar Nobles Hospital in Douglas. Hij arriveerde daar pas om half drie 's middags, vier uur na zijn ongeval. Later op de dag overleed hij aan zijn verwondingen. |

- Op 15 juni 1927 verongelukte John Cooke met een 250cc DOT tijdens de Lightweight TT bij East (Snaefell) Mountain Gate
- Op 13 juni 1938 verongelukte Jack Moore met een 350cc Norton tijdens de Junior TT bij East (Snaefell) Mountain Gate
- Op 28 mei 1951 verongelukte John Simister tijdens een onofficiële training voor de Isle of Man TT bij East (Snaefell) Mountain Gate
- Op 28 augustus 1966 verongelukte Brian Duffy met een 250cc Yamaha tijdens de Lightweight 125 cc TT bij de Mountain Box
- Op 10 juni 1967 verongelukte Alfred Shaw met een Norton Manx tijdens de training voor de Senior TT bij de Mountain Box
- Op 3 juni 1970 verongelukte Denis Blower met een 500cc BSA Gold Star zijspancombinatie tijdens de training voor de Sidecar TT bij de Mountain Box
- Op 12 juni 1970 verongelukte Brian Steenson met een 500cc Seeley tijdens de Senior TT bij de Mountain Box
- Op 29 augustus 2004 verongelukte Gavin Feighery met een 600cc Suzuki tijdens de training voor de Manx Grand Prix
- Op 12 juni 2009 verongelukte John Crellin met een 1.000cc Suzuki tijdens de Senior TT op de Mountain Mile

## Trivia
- Suzuki wilde in 1967 dat Yoshimi Katayama de 50 cc TT won. Katayama moest onderweg echter bougies wisselen en zijn teamgenoten Hans Georg Anscheidt en Stuart Graham reden zo traag mogelijk om Katayama weer vooraan te krijgen. Dat lukte: bij Ramsey sloot Katayama aan en ging weer op kop rijden. Op de Mountain Mile keek hij echter achterom naar zijn teamgenoten en hij nam een bocht te ruim, waardoor hij in een greppel terechtkwam en zichzelf uitschakelde.

(Markante punten in cursief zijn onofficiële punten of worden alleen gebruikt binnen Marshal Sectors)
1e mijl:
TT Grandstand ·
Nobles Park ·
St Ninian's Crossroads ·
Bray Hill ·
Ago's Leap ·
Quarterbridge Road ·
1st Milestone ·
2e mijl:
Wal Handley Memorial Seat ·
Quarterbridge ·
Port-y-Chee Meadow ·
Braddan Bridge ·
Jubilee Oak ·
Braddan Bridge House ·
Braddan Depot ·
Snugborough (Cronk Dhoo) ·
2nd Milestone ·
3e mijl:
Union Mills (Mullen Dhoo, Mwyllin Dhoo Aah, Mullin Doway) ·
Railway Inn ·
Ballahutchin Hill (Elm Bank Hill) ·
3rd Milestone ·
4e mijl:
Ballafreer ·
Glenlough ·
Ballagarey Corner ·
Glen Vine (Glen Darragh) ·
Ballabeg ·
4th Milestone ·
5e mijl:
Crosby ·
Crosby Left (Vicarage Corner) ·
Crosby Cross-Roads ·
5th Milestone ·
6e mijl:
Crosby Hill (Ballaglonney Hill of Halfway Hill) ·
Halfway House (The Waggon & Horses) ·
St Trinian's ·
The Highlander ·
Greeba Verandah ·
Pear Tree Cottage ·
Greeba Castle ·
6th Milestone ·
7e mijl:
Appledene (Shimmin's Corner) ·
Central Valley (Greeba Gap) ·
Greeba Bridge ·
The Hawthorn ·
Knock Breck ·
Gorse Lea ·
7th Milestone ·
8e mijl:
Ballagarraghyn ·
Ballacraine ·
Ballaspur ·
Ballig ·
8th Milestone ·
9e mijl:
Ballig Bridge ·
Doran's Bend ·
Laurel Bank ·
9th Milestone ·
10e mijl
Glen Moar Mill ·
Black Dub ·
Quarter-Distance Marker ·
The Vaish ·
Glen Helen (Glen Rhenass) ·
Sarah's Cottage ·
Creg Willey's Hill ·
10th Milestone ·
11e mijl:
Lambfell Beg ·
Lambfell (Moar) Cottage ·
Cronk-y-Voddy (Cronk-y-Voddy Straight) ·
Cronk-y-Voddy Cross Roads ·
Molyneux's ·
Cronk Bane Farm ·
11th Milestone ·
12e mijl:
Drinkwater's Bend ·
Handley's Corner (Cronk-y-Fedjag, Ballamenagh) ·
12th Milestone ·
13e mijl:
McGuinness's (Shoughlaigue Bridge) ·
Ballaskyr ·
Barregarrow Cross Roads (Cronk Aashen) ·
Barregarrow ·
Little Bray ·
Barregarrow Bottom ·
Cammal Farm ·
Cronk Urleigh ·
13th Milestone ·
14e mijl:
Ballalonna Bridge ·
Westwood Corner ·
Ballakinnag ·
14th Milestone ·
15e mijl:
Douglas Road Corner ·
Glen Wyllin Corner ·
The Mitre ·
Dave Saville Memorial Seat ·
Kirk Michael ·
The White House ·
15th Milestone ·
16e mijl:
Birkin's Bend ·
Rhencullen ·
Bishopscourt ·
Bishopscourt Farm Bends ·
Bishopscourt Straight ·
Orrisdale North ·
16th Milestone ·
17e mijl:
Dub Cottage (Bishop's Dub) ·
Alpine Cottage ·
Balla Cobb ·
17th Milestone ·
18e mijl:
Ballaugh Bridge ·
Ballaugh ·
Gwen's ·
Ballacrye Corner ·
Ballacrye ·
18th Milestone ·
19e mijl:
Quarry Bends ·
Ballavolley ·
Wildlife Park ·
Sulby Straight ·
Half-distance Marker ·
19th Milestone ·
20e mijl:
Sulby ·
Sulby Glen Hotel ·
Sulby Crossroads ·
Sulby Bridge ·
20th Milestone ·
21e mijl:
Ginger Hall ·
Kerrowmoar ·
21st Milestone ·
22e mijl:
Glen Duff ·
Glentramman ·
Temple Corner (Water Through Corner) ·
Glentramman Loop Road ·
Churchtown ·
Caravan ·
22nd Milestone ·
23e mijl:
Lezayre War Memorial ·
Ballakillingan ·
Conker Fields ·
K-tree ·
Sky Hill ·
Milntown Cottage (Pinfold Cottage) ·
Milntown Bridge (Glen Auldyn Bridge) ·
Milntown ·
Gardener's Lane ·
23rd Milestone ·
24e mijl:
Lezayre Road ·
School House Corner (Crossags, Russel's Corner) ·
Parliament Square ·
Queen's Pier Road ·
Ramsey Depot ·
Cruickshanks Corner ·
May Hill ·
24th Milestone ·
25e mijl:
Whitegates ·
Stella Maris ·
Ramsey Hairpin ·
Little Gooseneck ·
Water Works Corner ·
Ballure Reservoir ·
Mountain Section ·
Tower Bends ·
25th Milestone ·
26e mijl:
Gooseneck ·
Joey's (26th Milestone) ·
27e mijl:
Guthrie's Memorial ·
The Cutting ·
27th Milestone ·
28e mijl:
Milligan's Bridge ·
Mountain Mile ·
28th Milestone ·
29e mijl:
Three-Quarter distance marker ·
Mountain Box (East Mountain Gate, East Snaefell Gate) ·
29th Milestone ·
30e mijl:
Casey's (Rice's Corner, George's Folly) ·
Black Hut (Stonebreakers Hut, Shepherd's Hut) ·
John Smyth Memorial Shelter ·
Verandah ·
30th Milestone ·
31e mijl:
Bungalow Bridge ·
Stonebridge ·
Les Graham Memorial ·
Bungalow Bends ·
McIntyre Box ·
Murray's Museum ·
Joey Dunlop Memorial ·
The Bungalow ·
31st Milestone ·
32e mijl:
Hailwood's Rise ·
Hailwood's Height ·
Brandywell (West Mountain Gate, Beinn-y-Phott Gate, Bungalow Gate) ·
Duke's (32nd Milestone) ·
33e mijl:
Windy Corner (Nobles Corner) ·
Nobles Park Road ·
Slieu Lhost Quarry ·
Thirty-Third (33rd Milestone) ·
34e mijl:
Keppel Gate (Clarke's Corner) ·
Kate's Cottage (Shepherd's House) ·
34th Milestone ·
35e mijl:
Creg-ny-Baa (the Keppel Hotel) ·
Gob-ny-Geay (Sunny Orchard) ·
35th Milestone ·
36e mijl:
Brandish Corner (Telegraph Hill, O'Donnell's en Upper Hillberry Corner) ·
Hillberry Corner ·
36th Milestone ·
37e mijl:
Glen Dhoo Farm ·
Hillberry Road ·
Cronk-ny-Mona ·
Johnny Watterson's Lane ·
Signpost Corner ·
Bedstead Corner ·
The Nook ·
37th Milestone ·
38e mijl:
Bemahague ·
Governor's Bridge ·
Governor's Dip ·
Glencrutchery Road ·
38th Milestone